# جمال سليم
جمال سليم (1958 - 2001)، داعية إسلامي، وسياسي، وكاتب فلسطيني وقيادي في حركة المقاومة الإسلامية (حماس)، ونائب سابق لرئيس رابطة علماء فلسطين، وعضو مؤسس للجنة «التنسيق الفصائلي» في محافظة نابلس.

## النشأة والتعليم
ولد في نابلس بالضفة الغربية المحتلة لأسرة متدينة عام 1958. أكمل دراسته الابتدائية والإعدادية في مدارس وكالة الغوث، بينما تلقى تعليمة الثانوي في المدرسة الصلاحية في نابلس وأنهاها بعام 1977، وسافر بعدها إلى الأردن وإلتحق بكلية الشريعة في الجامعة الأردنية وحصل على شهادة البكالوريوس في الشريعة عام 1982.
ثم عاد إلى فلسطين وحصل على شهادة الماجستير في الشريعة الإسلامية من جامعة النجاح الوطنية بنابلس عام 1996.

## وظائف ومسؤوليات
ترأس العديد من اللجان والفعاليات، خاصة بعد اندلاع انتفاضة الأقصى في سبتمبر/أيلول 2000، وكان من الأعضاء المؤسسين للجنة «التنسيق الفصائلي» في محافظة نابلس، التي كان من أهم أهدافها تنسيق المواقف بين المقاومة الفلسطينية بمختلف تياراتها في الميدان.

### داعية نشيط
كان داعيةً إسلامياً نشيطاً، عمل في الإمامة والخطابة في مساجد نابلس والقرى المجاورة، وعمل مدرساً لمادة التربية الإسلامية في المدرسة الثانوية الإسلامية في نابلس.
ونشط في لجان التوعية والإصلاح، وكان عضواً في لجنة المؤسسات الإسلامية والوطنية في نابلس، وشارك في تأسيس «لجنة التوعية الإسلامية في نابلس» وهو أمين سرها، وشارك في تأسيس رابطة علماء فلسطين. وشارك في اللجنة العليا للاحتفالات الوطنية والدينية في محافظة نابلس، وفي تأسيس لجنة التنسيق الفصائلي.

## في السياسية
إلتحق في صفوف حركة المقاومة الإسلامية "حماس" بعد تأسيسها عام 1987م، واشتهر بخطاباته ومحاضراته في مسجد «معزوز» في مدينة نابلس.
وبعد أن اختير أمين سر «لجنة التوعية الإسلامية» وأمين سرّ رابطة علماء فلسطين في نابلس، أخذ يركز في لقاءاته الجماهيرية على دحض فكرة عدم قبول الإسلاميين للآخر، واختيارهم الديمقراطية خياراً تكتيكياً لا استراتيجياً.
وفي عام 1994 شارك في الحوار الذي جرى في القاهرة بين (حركة فتح) السلطة الوطنية الفلسطينية وحركة حماس.

## في سجون الاحتلال
اُعتقل من قبل الصهاينة عدة مرات وذلك في أعوام 1975، و 1989، و 1990، و 1991.

## الإبعاد لمرج الزهور
على خلفية انتمائه لحركة حماس أبعدته قوات الاحتلال إلى مرج الزهور في جنوب لبنان عام 1992م، مع مئات من عناصر وقيادة الحركة الإسلامية.

## من أفكاره
يعتبر سليم أن قضية اللاجئين الفلسطينيين هي «لب الصراع العربي الصهيوني، وتجسيداً لمأساة شعب، دُمّر من قراه أكثر من 530 قرية»، واعتبرها «أطول جريمة ضد الإنسان الفلسطيني، وقضية متوارثة لا تموت طالما بقي فلسطينيون يتوالدون ويتناسلون».
ورفض سليم فكرة العودة الجزئية لبعض الفلسطينيين إلى مناطق السلطة الفلسطينية أو العودة الفردية للجيل الأول إلى فلسطين 48 كحل إنساني ضمن إطار جمع شمل العائلة، واعتبر هذه الأطروحات والدعوات «التفافاً على حق اللاجئين في العودة إلى ديارهم وأوطانهم».

## مؤلفات ونشرات
أصدر نشرتين بعنوان «هدى الإسلام»، و«من توجيهات الإسلام»، وكانت رسالة الماجستير التي قدمها بعنوان «أحكام الشهيد في الإسلام».

## إستشهاده وإغتياله
أغتيل في 31 تموز 2001م على يد جيش الاحتلال الإسرائيلي عندما قامت طائرة أباتشي بقصف مكتب «المركز الفلسطيني للدراسات والإعلام» الذي كان يتواجد فيه مع القيادي جمال منصور، وأدى هذا القصف إلى استشهادهم مع سبعة أشخاص كانو معهم أو بالقرب من المكتب في نابلس.

## مؤلفاته
صدرت له نشرتان بعنوان «هدى الإسلام» و«من توجيهات الإسلام» وكانت رسالة الماجسير التي قدمها بعنوان «أحكام الشهيد في الإسلام».